# Železniška postaja Rogatec
Železniška postaja Rogatec je ena izmed železniških postaj v Sloveniji, ki oskrbuje bližnje naselje Rogatec. Pred vstopom Hrvaške v schengensko območje se je na njej izvajal tudi mejni in carinski nadzor potnikov v mednarodnem prometu.